# Almajano
Almajano település Spanyolországban, Soria tartományban. Almajano Cirujales del Río, Narros, Aldehuela de Periáñez, Renieblas és Los Villares de Soria községekkel határos. Lakosainak száma 182 fő (2024).

## Népesség
A település népessége az elmúlt években az alábbi módon változott:
| Lakosok száma | 183  | 200  | 205  | 210  | 222  | 193  | 179  | 187  | 178  | 182  |
|               | 2001 | 2004 | 2007 | 2009 | 2012 | 2014 | 2017 | 2019 | 2022 | 2024 |